# Isaak Konstantinovič Kikoin
Isaak Konstantinovič Kikoin (28. března 1908 – 28. prosince 1984) byl přední Sovětský fyzik a akademik Akademie věd SSSR. V letech 1942, 1949, 1951, 1953 získal čtyřikrát Stalinovu cenu, rovněž obdržel Leninovu cenu v roce 1959, a Státní cenu SSSR v letech 1967 a 1980. Dále byl jmenován Hrdinou socialistické práce (1951) a v roce 1971 se stal laureátem Kurčatovy medaile.
Kikoin byl mezi prvními fyziky, kteří začali pracovat v Kurčatovovově institutu (Институт атомной энергии (ИАЭ) имени И. В. Курчатова), kde byl vyvinut první Sovětský jaderný reaktor v roce 1946. To vedlo k prvnímu testu atomové bomby v rámci sovětského jaderného programu v roce 1949.
V roce 1970 Kikoin (společně s Andrejem Kolmogorovem) zahájil vydávání časopisu Kvant, populárního vědeckého časopisu, zaměřujícího se na fyziku a matematiku pro školy, studenty a učitele.